# گریس

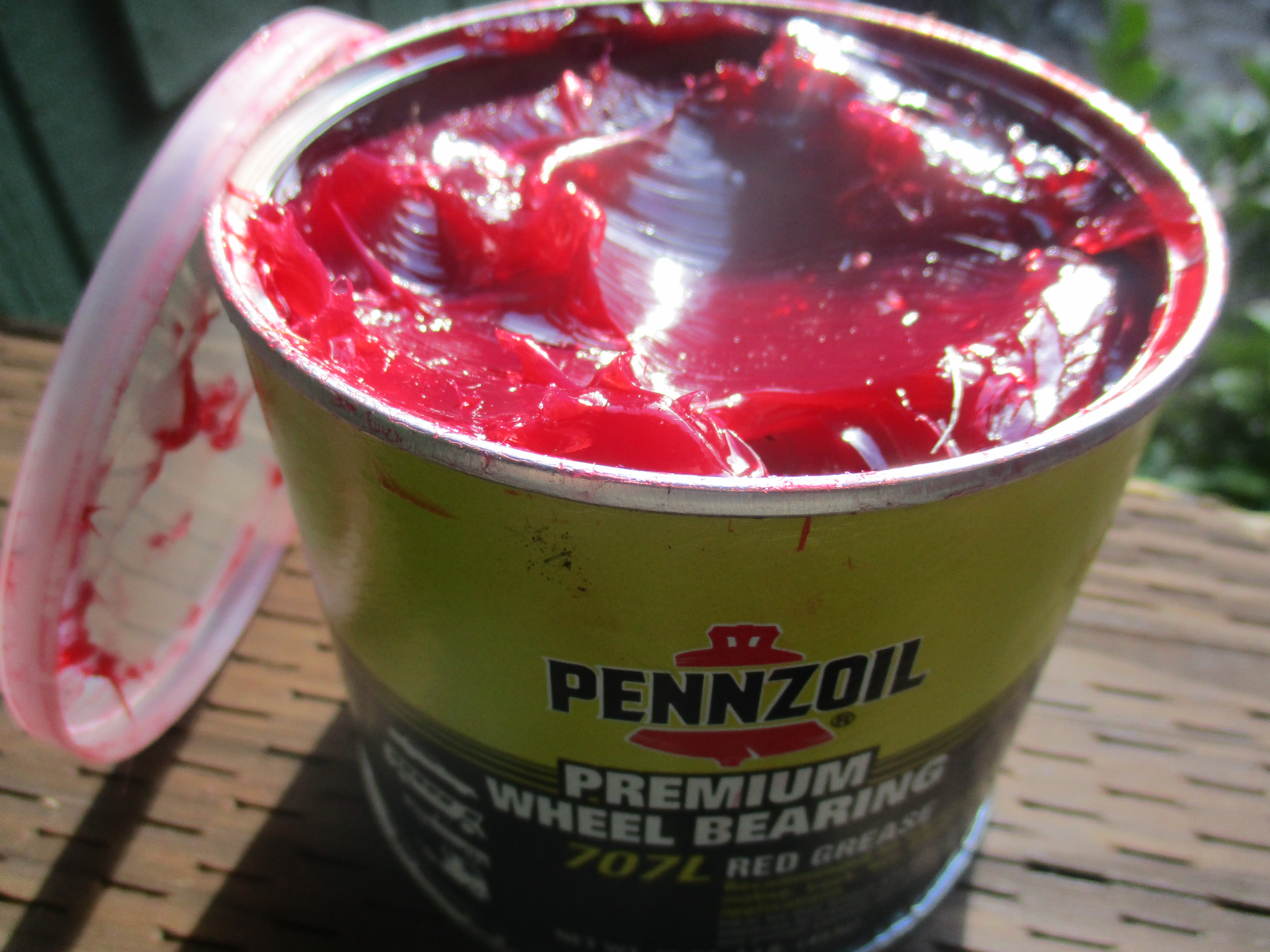
گریس با فرمول شیمیایی C18H38 از مشتقات نفتی دارای گران‌روی زیاد

گریس با فرمول شیمیایی C18H38 از مشتقات نفتی دارای گران‌روی زیاد است. گریس حالت جامد و نیمه‌ جامد دارد.

## تعریف گریس
تاکنون تعاریف متعددی برای گریس داده شده که عمده‌ترین آن‌ها عبارت‌اند از:
1. گریس ماده‌ای است جامد یا نیمه‌ جامد که از مشتقات نفتی و صابون (یا ترکیب چند صابون) با یک پرکننده یا بدون پرکننده (Fillers)، تشکیل یافته و دارای کاربرد برای مصارف خاص است.
2. گریس ماده‌ای است جامد یا نیمه‌ جامد که از ترکیب یک پرکننده (Thickener) در داخل روغن ساخته شده‌است. البته ممکن است سایر موادی که بتوانند بر خاصیت آن بیفزایند نیز به‌کار گرفته شوند.
3. گریس مادهٔ روان‌کاری است که در ساختار آن از پرکننده استفاده شده تا بتواند به قطعات متحرک چسبیده و تحت نیروی جاذبه یا فشار کارکرد از قطعه جدا نشود.

## خواص فیزیکی
گریس در دمای محیط جامد یا نیمه‌جامد است. گریس‌ها بر اساس میزان گران‌روی به ۹ گرید گوناگون تقسیم‌بندی می‌شوند. نام‌گذاری گریس‌ها ۶ گروه اطلاعاتی را در بر می‌گیرد که با حروف و اعداد مشخص می‌شوند.
1. نوع کاربرد گریس
2. مواد افزودنی به‌کار رفته (در صورت استفاده)
3. نوع روغن‌های پایه سنتتیک (در صورت استفاده)
4. گرید گریس
5. حداکثر دمای مجاز عملیاتی
6. حداقل دمای مجاز عملیاتی[۳]

## خواص شیمیایی
گریس از مخلوط یک غلیظ‌کننده (صابون فلزی) با یک روان‌ساز (روغن) ساخته می‌شود. غلیظ‌کننده‌ها هیدروکربن‌هایی هستند که ۵۰ تا ۶۰ (حتی گاهی بیش از ۸۰) اتم کربن دارند. در عوض هیدروکربن سازندهٔ روغن‌ها معمولاً بیش از ۳۰ اتم کربن ندارند.

## روش تولید
برای تهیهٔ گریس ابتدا صابون فلزی مورد نیاز از ترکیب آمینو اسید و قلیای فلزی (لیتیم، سدیم یا کلسیم) تهیه شده و سپس در دستگاه مخصوصی، روان‌ساز به آن افزوده می‌شود. برخی از انواع خاص گریس فاقد صابون فلزی بوده و از خاک معدنی بنتونیت برای تغلیظ استفاده می‌شود.

## گریس چندمنظوره
گریس چندمنظوره به گریسی گفته می‌شود که خصوصیات بهتری نسبت به سایر گریس‌ها دارد. این مزیت باعث کارایی بهتر و عملکرد خوب آن در شرایط مختلف کاری می‌شود. گریس‌های لیتیوم به دلیل پایداری در برابر آب و چسبندگی بالا و قابلیت ترکیب با سایر گریس‌ها می‌تواند در انواع بلبرینگ، رولبرینگ و شاسی‌ها مورد استفاده قرار گیرد. به‌طور مثال گریس‌های کلسیم در بازهٔ دمایی بالا نمی‌توانند عملکرد خوبی داشته باشند یا گریس‌های سدیم در برابر آب مقاومت مناسبی ندارند. از این رو گریس‌های چندمنظورهٔ لیتیم با دارا بودن هر دو قابلیت، کارایی گسترده‌تری دارد.

## کاربرد و اهمیت استفاده از گریس
از گریس برای روان‌کاری جاهایی استفاده می‌شود که امکان روان‌کاری مکرر توسط روانساز مایع وجود نداشته یا مقرون به صرفه نباشد. (مانند قطعات متحرک جلوبندی خودرو) گریس‌ها برخلاف روغن‌ها وظیفهٔ خنک‌کنندگی و پاک‌کنندگی را نمی‌توانند انجام دهند.
بسیاری از نیروهای محرکه بدون استفاده از گریس قابل استفاده نیستند. هر چند گریس در مقابل سایر روان‌کارها از مقدار مصرف کمتری برخوردار است ولی جایگاه آن دارای اهمیت بالایی است و قابل جایگزینی با مواد دیگر نیست. مهم‌ترین موارد مصرف گریس به شرح زیر است:
1. تعداد دفعات روان‌کاری با گریس در مقایسه با روغن کمتر بوده و این امر باعث کاهش هزینه و تعمیرات می‌شود. این مسئله در شرایطی که دسترسی به ماشین‌آلات سخت باشد یک مزیت محسوب می‌شود مانند موتورهای نصب شده بر روی سقف‌ها، خطوط محرکه، بلبرینگ‌های غیرقابل دسترس و نظایر آن.
2. گریس به عنوان یک مانع برای ورود گرد و خاک یا خروج برخی مواد از ماشین‌آلات عمل می‌کند.
3. روان‌کاری با گریس در آب‌بندی قطعات و کاربرد کاسه‌نمدها و نظایر آن با هزینهٔ کمتری انجام می‌شود. کاسه‌نمدهای آب‌بندی شده به‌وسیلهٔ روغن به‌دلیل تولید اصطکاک بیشتر با قطعات، نیروی بیشتری را به هدر می‌دهند.
4. در مقایسه با روغن، گریس برای مدت بیشتری روان‌کاری را ادامه می‌دهد. برخی گریس‌ها طوری ساخته شده‌اند که به‌صورت آب‌بندی در قطعه باقی مانده و طول عمر آن با قطعه یکی است.
5. زمانی که از قطعه‌ای استفاده نشود و روان‌کار آن خارج شود، برای پیشگیری از زنگ‌زدگی قطعه، از گریس استفاده می‌شود.
6. برخی از گریس‌ها مشکل روان‌کاری در مجاورت با آب را حل کرده‌اند.
7. تعدادی از گریس‌ها اصطکاک کمتری را در زمان شروع دستگاه ایجاد می‌کنند.
8. گریس مانند یک لایهٔ نرم بین قطعات قرار گرفته و باعث کاهش صدا و ارتعاش و کارکرد روان در برخی دستگاه‌ها مانند چرخ‌دنده‌های بزرگ می‌شود.
9. گریس در دستگاه‌هایی که در فشار زیاد، دمای بالا، شرایط سخت عملیات، سرعت پایین و شوک‌های مداوم کار می‌کنند و یاتاقان‌هایی که گردش محوری آن‌ها به‌طور مرتب معکوس می‌شود بهتر عمل می‌کند.
10. در جایی که ماشین‌آلات به شدت خوردگی و سایش داشته باشند، گریس در بیشتر موارد کاربرد بهتری دارد.
11. بیشتر گریس‌ها در دماهای متغیر کاربرد وسیعی دارند ولی بیشتر روغن‌ها دارای دمای کارکرد معینی هستند.
12. در طراحی بوش‌ها و یاتاقان‌های ماشین‌آلات، گریس نسبت به روغن نقش مؤثرتری داشته و عناصر تشکیل دهنده آن را ساده می‌کند. به‌طور کلی استفاده از روغن برای این منظور هزینهٔ بالایی را به خود اختصاص می‌دهد.

## نقاط ضعف گریس نسبت به روغن
1. گریس‌ها دستگاه‌ها را در زمان کارکرد خنک نمی‌کنند.
2. روغن‌ها به سهولت در مجاری دستگاه‌ها نفوذ پیدا می‌کنند ولی این مسئله برای گریس‌ها یک نقطه ضعف است.
3. روغن‌ها از نظر نگهداری در انبارها مزایای بهتری دارند.